# Écluse d'Argens
L'écluse d'Argens est une écluse à chambre unique du canal du Midi. Elle se trouve à l'est du petit village d'Argens-Minervois dans le département de l'Aude, région d'Occitanie. Les écluses voisines sont celles de Fonseranes, 53,868 m à l'est et l'écluse de Pechlaurier, 2 485 m vers l'ouest.